# Agrias mapiri
Agrias mapiri är en fjärilsart som beskrevs av Anton Heinrich Fassl 1913. Agrias mapiri ingår i släktet Agrias och familjen praktfjärilar. Inga underarter finns listade i Catalogue of Life.